# Цебара, Стефан
Стефан Цебара (англ. Stefan Cebara; 12 апреля 1991, Задар, СР Хорватия, СФРЮ) — канадский и хорватский футболист, полузащитник. Выступал за сборную Канады.

## Карьера

### Клубная
Стефан является воспитанником футбольного клуба «Рад». С 2010 по 2012 годы выступал за венгерский «Залаэгерсег», в основном за вторую команду. В 2012 году переехал в Словению и стал игроком ФК «Целе». Позже выступал за словацкий «ВиОн» и литовский «Утенис».
10 июля 2017 года подписал двухлетний контракт с сербской «Воеводиной».
3 апреля 2020 года подписал контракт с клубом Канадской премьер-лиги «Валор». Дебютировал за «Валор» 16 августа 2020 года в матче против «Кавалри». 30 октября 2020 года продлил контракт с «Валором». 18 июля 2021 года в матче против «Йорк Юнайтед» забил свой первый гол за «Валор». 15 декабря 2021 года продлил контракт с «Валором». По окончании сезона 2022 покинул «Валор».

### В сборной
За молодёжную сборную Канады дебютировал в возрасте 19 лет. Принимал участие в молодёжном чемпионате КОНКАКАФ 2011.
13 марта 2013 года Цебара получил свой первый вызов в основную сборную на товарищеские матчи с Японией и Беларусью. Дебютировал 22 марта во втором тайме матча с японцами, заменив Кайла Беккера.